# Cerapus longirostris
Cerapus longirostris is een vlokreeftensoort uit de familie van de Ischyroceridae. De wetenschappelijke naam van de soort is voor het eerst geldig gepubliceerd in 1936 door Shen.